# Claire Daly
Claire Daly (* 26. Februar 1958; † 22. Oktober 2024) war eine US-amerikanische Jazz-Baritonsaxophonistin (auch Sopran-, Alt- und Tenorsaxophon, Flöte, Klarinette und Bassklarinette).

## Leben und Wirken
Daly, die schon früh mit ihrem Vater Jazzkonzerte besuchte, begann im Alter von zwölf Jahren mit dem Saxophonspiel. Sie studierte am Berklee College of Music. Als Baritonsaxophonistin spielte sie sieben Jahre im Diva Jazz Orchestra und begleitete Vokalisten wie Aretha Franklin, James Brown, Joe Williams und Rosemary Clooney. Danach wurde sie als freischaffende Musikerin in New York City tätig; u. a. arbeitete sie mit Joel Forrester im Bandprojekt People Like Us, mit dem sie seit 1997 fünf Alben veröffentlichte. 1999 erschien ihr Debütalbum Swing Low.
Zudem war Daly Mitglied in Joe Fondas Formation Bottoms Out. Taj Mahal holte sie in die Bläsersektion für sein Album Like Never Before (1991). 2009 spielte sie in Warren Smith’ Composers Workshop Ensemble (Old News Borrowed Blues). 2011 realisierte Daly das der Cousine ihres Vaters gewidmete Konzeptalbum Mary Joyce Project: Nothing to Lose. 2019 leitete sie ein Quartett, dem Bruce Barth bzw. Jon Davis (Piano), Marcus McLaurine (Bass) und Peter Grant (Schlagzeug) angehörten. Im Bereich des Jazz war sie laut Tom Lord zwischen 1988 und 2023 an 33 Aufnahmesessions beteiligt, zuletzt mit Matt Lavelle (Harmolodic Duke und The Crop Circles Suite, 2024). Daly erlag im Oktober 2024 den Folgen eines Plattenepithelkarzinoms.

## Auszeichnungen
In der Kategorie Rising Star wurde sie 2003 bis 2011 beim Kritikerpoll des Down Beat, aber auch beim Down Beat Reader’s Poll (2006–2011) und bei dem JazzTimes Reader’s Poll (2005–2011) ausgezeichnet. 2005 gewann sie den JJA Award (Baritonist of the Year) der US-amerikanischen Jazz Journalists Association.

## Diskographische Hinweise
- People Like Us: In Heaven (1997), mit J Forrester, Denis Charles, Dave Hofstra
- Swing Low (1999)
- Movin’ On (Koch, 2002), mit James Zollar
- Claire Daly with Solar: Heaven Help Us All (2004)
- ScariBari: 2 Sisters, Inc – Scaribari (2007), mit Dave Sewelson, David Hofstra
- Rah! Rah! (2008), mit Eli Yamin, David Hofstra, Peter Grant
- Baritone Monk (2012), mit Steve Hudson, Mary Ann McSweeney, Peter Grant
- 2648 West Grand Boulevard (2016), mit Jerome Harris, Steve Hudson, Mary Ann McSweeney, Peter Grant
- VuVu for Frances (2023), mit George Garzone, Jon Davis, Dave Hofstra, David F. Gibson